# Česko Slovenská SuperStar (1. řada)
První řada Česko Slovenská SuperStar měla premiéru 6. září 2009 na TV Nova v Česku a na TV Markíza na Slovensku. Vysílala se každou neděli a pondělí ve 20:00. Do prvního ročníku Česko Slovenské SuperStar mezi porotce zasedli za Slovensko Pavol Habera a zpěvačka Dara Rolins a za Česko Ondřej Hejma a zpěvačka Marta Jandová. Moderátorské pozice se ujali Leoš Mareš a Adéla Banášová.
Slavnostní GrandFinále proběhlo v bratislavské Incheba aréně 20. prosince 2009 a vítězem se stal Martin Chodúr.

## Casting
Do úvodních castingů se přihlásilo celkem 11575 soutěžících. Castingy se konaly v těchto městech:
| Datum konání     | Město      | Stát      |
| ---------------- | ---------- | --------- |
| 20. června 2009  | Brno       | Česko     |
| 24. června 2009  | Bratislava | Slovensko |
| 28. června 2009  | Praha      | Česko     |
| 7. července 2009 | Košice     | Slovensko |

## Průběh soutěže

### Divadlo
Do této části soutěže bylo postupným vyřazováním vybráno 120 soutěžících, z kterých dalším vyřazováním porota vybrala 24 semifinalistů.

### Semifinále
Do této části soutěže postoupilo 24 semifinalistů, které vybrala porota v části „Dlouhá cesta“. Od této části o osudu soutěžících rozhodují diváci svými SMS hlasy.

#### 1. semifinále
| Jméno soutěžícího | Píseň                         |
| ----------------- | ----------------------------- |
| Martin Chodúr     | Shocking Blue – Venus         |
| Ján Ločaj         | Gladiator – Láska             |
| Lukáš Michna      | Dan Bárta – On My Head        |
| Denis Lacho       | Enrique Iglesias – Hero       |
| Jan Bendig        | Karel Gott – Dám dělovou ránu |
| Thomas Puskailer  | Jason Mraz – I'm Yours        |
| Miroslav Šmajda   | Nirvana – Come As You Are     |
| Marek Lacko       | IMT Smile – Nedá sa ujsť      |
| Ahmad Hedar       | Oasis – Wonderwall            |
| Ben Cristovao     | John Legend – Save room       |
| Leo Machala       | Lucie – Chci zas v tobě spát  |
| René Bošeľa       | Maroon 5 – This Love          |

| Jméno soutěžící                 | Píseň                                        |
| ------------------------------- | -------------------------------------------- |
| Aneta Galisová                  | Ilona Csáková – Teď královnou jsem já        |
| Monika Bagárová                 | R. Kelly – I believe I can fly               |
| Paulína Ištvancová              | Jennifer Lopez – Let’s get loud              |
| Leona Šenková                   | Věra Špinarová – Tak já ti mávám             |
| Deborah Kahlová                 | Macy Gray – I try                            |
| Karolína Majerníková            | Pussycat Dolls – Sway                        |
| Dominika Stará                  | Jennifer Hudson – One night only             |
| Adriana Kopecká (Adriane Craft) | Christina Aguilera – Beautiful               |
| Markéta Konvičková              | Rihanna – Umbrella                           |
| Dominika Maščuchová             | Zdenka Predná – Vietor                       |
| Lucia Láncošová                 | Katarína Knechtová – Môj Bože                |
| Nikoleta Balogová               | Whitney Houston – Saving all my love for you |

#### 2. semifinále
| Jméno soutěžícího | Píseň                                           |
| ----------------- | ----------------------------------------------- |
| Martin Chodúr     | Karel Gott – Lady Carneval                      |
| Denis Lacho       | Elton John – Sorry seems to be the hardest word |
| Jan Bendig        | Jan Nedvěd – Podvod                             |
| Thomas Puskailer  | Joshua Kadison – Jessie                         |
| Miroslav Šmajda   | Chris Isaak – Wicked game                       |
| Marek Lacko       | Cat Stevens – Wild world                        |
| Ahmad Hedar       | Red Hot Chili Peppers – Otherside               |
| Ben Cristovao     | Al Green – Let’s stay together                  |
| Leo Machala       | Leon Jackson – When you believe                 |
| René Bošeľa       | Peter Nagy – Kristínka iba spí                  |

| Jméno soutěžící                 | Píseň                                             |
| ------------------------------- | ------------------------------------------------- |
| Aneta Galisová                  | Amy Winehouse – Rehab                             |
| Monika Bagárová                 | PEHA – Spomaľ                                     |
| Paulína Ištvancová              | Extreme – More than words                         |
| Leona Šenková                   | The Cranberries – Zombie                          |
| Karolína Majerníková            | Kelly Clarkson – Because of You                   |
| Dominika Stará                  | Suzi Quatro – If You Can’t Give Me Love           |
| Adriana Kopecká (Adriane Craft) | Lucie Bílá – Hvězdy jako hvězdy                   |
| Markéta Konvičková              | 4Life – Pro mě jsi                                |
| Lucia Láncošová                 | Alesha Dixon – The boy does nothing               |
| Nikoleta Balogová               | Olivia Newton-Johnová – Hopelessly Devoted to You |

#### 3. semifinále
| Jméno soutěžícího | Píseň                                   |
| ----------------- | --------------------------------------- |
| Martin Chodúr     | Leonard Cohen/Jeff Buckley – Hallelujah |
| Denis Lacho       | IMT Smile – Myslím, že môže byť         |
| Jan Bendig        | Alicia Keys – If I Ain’t Got You        |
| Thomas Puskailer  | Bill Withers – Ain’t no sunshine        |
| Miroslav Šmajda   | Daughtry – Home                         |
| Marek Lacko       | The Calling – Where ever you will go    |
| Ben Cristovao     | Pink – Family portrait                  |
| Leo Machala       | Robbie Williams – Angels                |

| Jméno soutěžící      | Píseň                                       |
| -------------------- | ------------------------------------------- |
| Aneta Galisová       | Rihanna – Take a bow                        |
| Monika Bagárová      | Stevie Wonder – Fun Day                     |
| Paulína Ištvancová   | Lauryn Hill – Can’t take my eyes off of you |
| Leona Šenková        | Marie Rottrová – Lásko voníš deštěm         |
| Karolína Majerníková | Eva Cassidy – Somewhere over the rainbow    |
| Dominika Stará       | Lara Fabian – Je suis malade                |
| Markéta Konvičková   | Faith Hill – There You’ll Be                |
| Nikoleta Balogová    | Michael Jackson – Ben                       |

### Finále
Do finále postoupilo 12 soutěžících ze semifinále – tři muži z Česka a tři ze Slovenska spolu se třemi slečnami ze Slovenska a třemi z Česka. Na konci každého finálového kola budou soutěžící zpívat hymnu Česko Slovenské SuperStar s názvem „Příběh nekončí“. Každé finálové kolo má své téma.

## Finalisté
- Nikoleta Balogová (* 1992, Lučenec) se spolu s otcem stará o své sourozence, protože se její matka živí jako barová zpěvačka na Kanárských ostrovech.
- Jan Bendig (* 1994, Hradec Králové)
- Monika Bagárová (* 5. července 1994, 30 let, Brno)
- Ben Cristovao (* 8. června 1987, 37 let, Praha)
- Martin Chodúr (* 24. listopadu 1989, 35 let, Ostrava)[14]
- Paulína Ištvancová (* 9. dubna 1993, 31 let, Dolná Krupá) dříve spolupracovala s Dominikou Mirgovou jako její vokalistka.
- Markéta Konvičková (* 17. května 1994, 30 let, Třinec) získala v roce 2008 cenu Talent města (Třince) v oblasti zpěvu.[15][16]
- Denis Lacho (*22. října 1993) (Bratislava) (studuje bakalářskou univerzitu v Bratislavě)
- Thomas Puskailer
- Dominika Stará (* 13. srpna 1993, 31 let, Šamorín) má dva sourozence, mladší bratry. Je členka své rockové kapely Flying Thing. Momentálně je studentkou sedmého ročníku osmiletého gymnázia Milana Rastislava Štefánika v Šamoríne. Rodiče jí k hudbě vedli odmala, zejména však ke zpěvu. Zpívala si už jako tříletá, jako pětiletá se začala seznamovat s mikrofonem na dědečkově oslavě narozenin. Intenzivněji se zpěvu začala věnovat, když jí bylo 10 let. Poslední 2 roky chodí na zpěv soukromě k hlasové pedagožce paní Mirce Marčekové.
- Leona Šenková
- Miroslav Šmajda (* 27. listopadu 1989, 35 let, Košice)

### 1. finále
TOP 12: „Můj idol“
| Jméno soutěžícího  | Píseň                                      |
| ------------------ | ------------------------------------------ |
| Dominika Stará     | Kim Wilde – You Came                       |
| Ben Cristovao      | Justin Timberlake – My love                |
| Thomas Puskailer   | Madcon – Beggin                            |
| Monika Bagárová    | Aretha Franklinová – Say a little prayer   |
| Nikoleta Balogová  | Beyoncé – Listen                           |
| Paulína Ištvancová | Michael Jackson – Black or White           |
| Denis Lacho        | James Morrison – You give me something     |
| Leona Šenková      | Pink – Just like a pill                    |
| Markéta Konvičková | Natasha Bedingfield – I bruise easily      |
| Martin Chodúr      | Elvis Presley – A Little less conversation |
| Jan Bendig         | Mariah Carey – Hero                        |
| Miroslav Šmajda    | Led Zeppelin – Stairway to heaven          |

### 2. finále
TOP 10: „Velký orchestr“
| Jméno soutěžícího  | Píseň                                          |
| ------------------ | ---------------------------------------------- |
| Dominika Stará     | Marika Gombitová – Vyznanie                    |
| Ben Cristovao      | Frank Sinatra – Fly Me To The Moon             |
| Monika Bagárová    | Carole King – You've Got a Friend              |
| Paulína Ištvancová | Amy Winehouse – Valerie                        |
| Denis Lacho        | Gene Kelly – Singing In the Rain               |
| Leona Šenková      | Marta Kubišová – Modlitba pro Martu            |
| Markéta Konvičková | Shirley Bassey – Where Do I Begin (Love Story) |
| Martin Chodúr      | Michael Bublé – Feeling Good                   |
| Jan Bendig         | Ben E. King – Stand By Me                      |
| Miroslav Šmajda    | Elán – Voda čo ma drží nad vodou               |

### 3. finále
TOP 8: „Madonna & Michael Jackson“
| Jméno soutěžícího | Píseň                                   |
| ----------------- | --------------------------------------- |
| Dominika Stará    | Madonna – Like a Virgin                 |
| Ben Cristovao     | Madonna – Don't Tell Me                 |
| Monika Bagárová   | Madonna – This Used To Be My Playground |
| Denis Lacho       | Michael Jackson – You Are Not Alone     |
| Leona Šenková     | Michael Jackson – Beat It               |
| Martin Chodúr     | Michael Jackson – Billie Jean           |
| Jan Bendig        | Michael Jackson – Heal The World        |
| Miroslav Šmajda   | Michael Jackson – Dirty Diana           |

### 4. finále
TOP 7: „Rock“
| Jméno soutěžícího | Píseň                                  |
| ----------------- | -------------------------------------- |
| Dominika Stará    | Sinéad O'Connor – Nothing Compares 2 U |
| Ben Cristovao     | Lenny Kravitz – American Woman         |
| Monika Bagárová   | Katy Perry – Hot N' Cold               |
| Denis Lacho       | Jon Bon Jovi – Always                  |
| Martin Chodúr     | Aerosmith – Crazy                      |
| Jan Bendig        | Queen – Don't Stop Me Now              |
| Miroslav Šmajda   | Deep Purple – Smoke On the Water       |

### 5. finále
'TOP 6: „Karel Gott & Duety“
| Jméno soutěžícího                | Píseň                                                         |
| -------------------------------- | ------------------------------------------------------------- |
| Dominika Stará                   | Karel Gott – Lásko má                                         |
| Monika Bagárová                  | Karel Gott – Už z hor zní zvon                                |
| Denis Lacho                      | Karel Gott – Včelka Mája                                      |
| Martin Chodúr                    | Karel Gott – Oči sněhem zaváté                                |
| Jan Bendig                       | Karel Gott – Cesta rájem                                      |
| Miroslav Šmajda                  | Karel Gott – C'est la vie                                     |
| Miroslav Šmajda & Dominika Stará | Ronan Keating & Lulu – We’ve got tonight                      |
| Martin Chodúr & Jan Bendig       | George Michael & Elton John – Don't let the Sun go down on me |
| Monika Bagárová & Denis Lacho    | Luther Vandross & Mariah Carey – Endless Love                 |

### 6. finále
TOP 5: „MTV“
| Jméno soutěžícího | 1. píseň                                | 2. píseň                           |
| ----------------- | --------------------------------------- | ---------------------------------- |
| Dominika Stará    | Avril Lavigne – Complicated             | Eric Clapton – Tears in Heaven     |
| Monika Bagárová   | Beyoncé – Sweet Dreams                  | Alicia Keys – Fallin               |
| Martin Chodúr     | Lenny Kravitz – Are You Gonna Go My Way | R.E.M. – Everybody Hurts           |
| Jan Bendig        | A-ha – Take On Me                       | Annie Lennox – Why                 |
| Miroslav Šmajda   | Guns N' Roses – Welcome to the Jungle   | Justin Timberlake – Cry Me a River |

### 7. finále
TOP 4: „Filmové a muzikálové hity & písně Michala Davida“
| Jméno soutěžícího | 1. píseň                                | 2. píseň                                        |
| ----------------- | --------------------------------------- | ----------------------------------------------- |
| Dominika Stará    | Michal David – Děti ráje                | Barbra Streisand – Memory                       |
| Martin Chodúr     | Michal David – Každý mi tě lásko závidí | West Side Story – Maria                         |
| Jan Bendig        | Michal David – Discopříběh              | Celine Dion – My Heart Will Go On               |
| Miroslav Šmajda   | Michal David – Je to blízko             | Queen – We Are The Champions & We Will Rock You |

### 8. finále
„Richard Müller a unplugged“
| Jméno soutěžícího | 1. píseň                                | 2. píseň                             | 3. píseň              |
| ----------------- | --------------------------------------- | ------------------------------------ | --------------------- |
| Dominika Stará    | Richard Müller – Štěstí je krásná věc   | Richard Müller – Tlaková níž         | Heart – Alone         |
| Martin Chodúr     | Richard Müller – Rozeznávam             | Richard Müller – Cigaretka na 2 ťahy | Lady Gaga – Paparazzi |
| Miroslav Šmajda   | Richard Müller – Srdce jako kníže Rohan | Richard Müller – Nebude to ľahké     | Aerosmith – Dream On  |

### GrandFinále
| Jméno soutěžícího | 1. píseň                                     | 2. píseň                        | 3. píseň                  |
| ----------------- | -------------------------------------------- | ------------------------------- | ------------------------- |
| Miro Šmajda       | Alter Bridge – Watch Over You                | Wham! – Last Christmas          | Karel Gott – C'est La Vie |
| Martin Chodúr     | Marvin Gaye – Heard it Through the Grapevine | Frank Sinatra – White Christmas | Robbie Williams – Supreme |

## Společná píseň
V každém finálovém večeru zazpívali soutěžící společnou píseň Pavola Habery „Příběh nekončí“.